# Alan Axelrod
Tiến sĩ Alan Axelrod, (sinh năm 1952) là một tác giả người Mỹ chuyên viết các sách về lịch sử, kinh doanh và quản lý. Tính đến tháng 10 năm 2018, ông đã viết hơn 150 cuốn sách, như được ghi chú trong phần giới thiệu trực tuyến của Lynn Ware Peek trước cuộc phỏng vấn với Axelrod trên đài Phát thanh Công cộng Quốc gia KPCW. Axelrod hiện cư trú tại Atlanta, Georgia.
Axelrod nhận bằng Tiến sĩ Ngôn ngữ Anh từ Đại học Iowa vào năm 1979, chuyên về văn chương và văn hóa Mỹ thời thuộc địa và nền Cộng hòa ban đầu. Ông giảng dạy tại Trường Đại học Lake Forest và Đại học Furman, làm việc trong ngành xuất bản và là chuyên gia tư vấn cho các viện bảo tàng lịch sử, các cơ sở văn hóa, các kênh truyền hình như Civil War Journal, WB Network, và Discovery Channel.

## Phỏng vấn báo chí
Trong tạp chí Inc., năm 2004, Mike Hofman đã phỏng vấn Alan Axelrod cho một bài báo có tựa đề Alan Axelrod, Business Book Juggernaut (Alan Axelrod, Sách Kinh doanh Juggernaut). Hofman đề cập đến hai tựa sách bán chạy nhất của Axelrod vào lúc đó là Patton on Leadership (Patton bàn về thuật lãnh đạo) và Elizabeth I CEO (CEO Elizabeth Đệ nhất). Ông hỏi Axelrod về các chủ đề của hai cuốn sách mới liên quan đến đạo đức kinh doanh và nghi thức kinh doanh. Ông cũng hỏi làm thế nào Axelrod chọn chủ đề tiểu sử.
Tờ Kirkus Review khi nhắc đến cuốn Patton on Leadership đã mô tả ấn phẩm này là một "cuốn sách cô đọng nhưng sâu sắc" và "cái nhìn ngắn gọn mà sắc sảo về một người đàn ông hấp dẫn theo truyền thuyết, theo nhiều cách, làm nổi bật sự thật." Phần bình phẩm đã đưa ra kết luận: "Cứ như thể Patton xuất chúng ở chỗ: lịch sự, kỹ tính và đầy sức thuyết phục."
Trong một bài viết trên tờ Huffington Post vào ngày 10 tháng 4 năm 2012, cập nhật ngày 10 tháng 6 năm 2012, Rabbi Alan Lurie đã trích dẫn Encyclopedia of Wars (Bách khoa toàn thư về Chiến tranh) của Charles Phillips và Alan Axelrod để xác định chỉ 123 trong số 1763 cuộc chiến được liệt kê trong cuốn sách có liên quan đến "một nguyên nhân tôn giáo, chiếm ít hơn 7 phần trăm của tất cả các cuộc chiến tranh và ít hơn 2 phần trăm tất cả những người thiệt mạng trong chiến tranh."
Axelrod từng được John Brandon trích dẫn nhiều lần trong bài viết ngày 7 tháng 6 năm 2012 đăng trên tờ Popular Mechanics có tựa đề How Assassin's Creed III Re-created the Revolutionary War (Assassin's Creed III đã tái tạo cuộc Chiến tranh Cách mạng như thế nào) vì Axelrod chính là tác giả của cuốn The Complete Idiot's Guide to the American Revolution (Hướng dẫn Toàn tập của Kẻ ngốc về Cách mạng Mỹ).
Brian Doherty đã phỏng vấn Axelrod cho một bài báo trên tờ Reason Online về việc sử dụng tuyên truyền để thuyết phục công chúng Mỹ ủng hộ can thiệp vào Thế chiến I. Axelrod thảo luận về vai trò của George Creel, người đứng đầu Ủy ban Thông tin Công cộng, được hình thành trong nhiệm kỳ Tổng thống thứ hai của Woodrow Wilson.
Trong một bài viết được đăng trực tuyến vào ngày 30 tháng 6 năm 2016 và cập nhật vào ngày 28 tháng 9 năm 2016, WFMZ-TV 69 News (Allentown, Pennsylvania), 69News đã thảo luận về việc phát hành hai cuốn sách thiếu nhi được minh họa bởi họa sĩ lịch sử Mort Kunstler. Một trong số đó, "The Revolutionary War 1775-1783" (Chiến tranh Cách mạng 1775-1783), có "bản văn của Alan Axelrod, nhà sử học nổi tiếng và đồng tác giả của cuốn sách bán chạy nhất của New York Times, What Every American Should Know About American History."
Jim Michaels từng phỏng vấn Axelrod cho một bài báo đăng trên tờ USA Today về Thủy quân lục chiến Mỹ tại Trận rừng Belleau trong Thế chiến I. Trận chiến đã chứng minh rằng Thủy quân lục chiến được huấn luyện tốt như một lực lượng chiến đấu hiện đại và với kỹ năng và lòng can đảm đã ngăn chặn quân Đức tiến vào Paris. Axelrod đã viết một cuốn sách về trận chiến này.

## Diễn giả hội nghị
Axelrod là một diễn giả nổi bật tại Hội nghị Chính phủ Xuất sắc năm 2004 ở Washington, DC. Ông cũng là một diễn giả tại Học viện Lãnh đạo của Trường Đại học Columbia (South Carolina) tại Columbia, South Carolina, và tại Hội nghị Thường niên năm 2005 của Trường Kinh doanh Goizueta, tại Đại học Emory ở Atlanta, Georgia. Ông cũng từng phát biểu tại hội nghị thường niên năm 2014 của Ecopetrol ở Bogota, Colombia.

## Ấn phẩm
- Lost Destiny: Joe Kennedy Jr. and the Doomed WWII Mission to Save London (2015) Palgrave Macmillan ISBN 9781137279040
- Napoleon: CEO (2011) Sterling ISBN 978-1-4027-7906-0 (Bìa cứng), ISBN 978-1-4027-8893-2 (ebook)
- Gandhi: CEO (2010) Sterling ISBN 978-1-4027-5806-5
- The Complete Idiot's Guide to the New World Order (2010)
- Miracle at Belleau Wood: The Birth of the Modern Hoa Kỳ Marine Corps (2010) (Xuất bản dạng bìa cứng 2007) The Lyons Press ISBN 978-1-59921-025-4
- The Real History of the Cold War: A New Look at the Past (2009)
- Winston Churchill: CEO (2009)
- Risk: Adversaries and Allies: Mastering Strategic Relationships. Sterling. 2009. ISBN 978-1402754111.
- Selling the Great War: the making of American Propaganda (Tháng 3 năm 2009)
- Edison on Innovation: 102 Lessons in Creativity for Business and Beyond (2008)
- What Every American Should Know about American History (2008)
- Blooding at Great Meadows: Young George Washington and the Battle That Shaped the Man (2008)
- Profiles in Folly: History's worst decisions and why they went wrong (2008)
- The Complete Idiot's Guide to Astronomy, The Complete Idiot's Guide Series (2008)
- The Real History of World War II: A New Look at the Past (2008)
- Bradley. Great Generals Series. Contributor: Wesley K. Clark (2007). Palgrave Macmillan. ngày 26 tháng 12 năm 2007. ISBN 0230608566. {{Chú thích sách}}: Liên kết ngoài trong |series= (trợ giúp)Quản lý CS1: khác (liên kết)
- The Real History of the American Revolution: A new look at the past (2007)
- The Complete Idiot's Guide to Forensics, The Complete Idiot's Guide Series (2007)
- Profiles in Audacity: Great Decisions and How They Were Made. Sterling. 2006. tr. 320. ISBN 1402732821.
- Eisenhower On Leadership: Ike's Enduring Lessons in Total Victory Management, (2006) Jossey-Bass ISBN 0-7879-8238-5
- Patton: A Biography (2005), George S.Patton Danh tướng thiết giáp Hoa Kỳ trong Thế Chiến II, Nguyễn Tư Thắng dịch, Nhà xuất bản Hồng Đức, 2017
- American History ASAP (2003)
- Elizabeth I: CEO (2000) Prentice Hall ISBN 0-7352-0189-7
- Patton On Leadership: Strategic Lessons for Corporate Warfare, (1999) Prentice Hall ISBN 0-7352-0091-2
- The Complete Idiot's Guide to the American Revolution, The Complete Idiot's Guide Series (1999)
- The Encyclopedia of Wars (1997). co-authored with Charles Phillips[15]
- International Encyclopedia of Secret Societies and Fraternal Orders New York; Facts on File, 1997
- The War Between the Spies: A History of Espionage During the American Civil War (1992) Atlantic Monthly ISBN 0-87113-482-9
- Chronicle of the Indian Wars: From Colonial Times to Wounded Knee (1990)
- Charles Brockden Brown: An American Tale (1983)
- Lincoln's Last Night: Abraham Lincoln, John Wilkes Booth, and the Last 36 Hours Before the Assassination
- How America Won World War I: The Hoa Kỳ Military Victory in the Great War - The Causes, The Course and The Consequences. Guilford, Connecticut: Globe Pequot, 2018. ISBN 978-1-4930-3192-4.

## Truyền hình
- The Wild West, làm tư vấn sáng tạo.
- Civil War Journal, làm tư vấn sáng tạo